# 奥林匹亚宙斯神庙 (雅典)

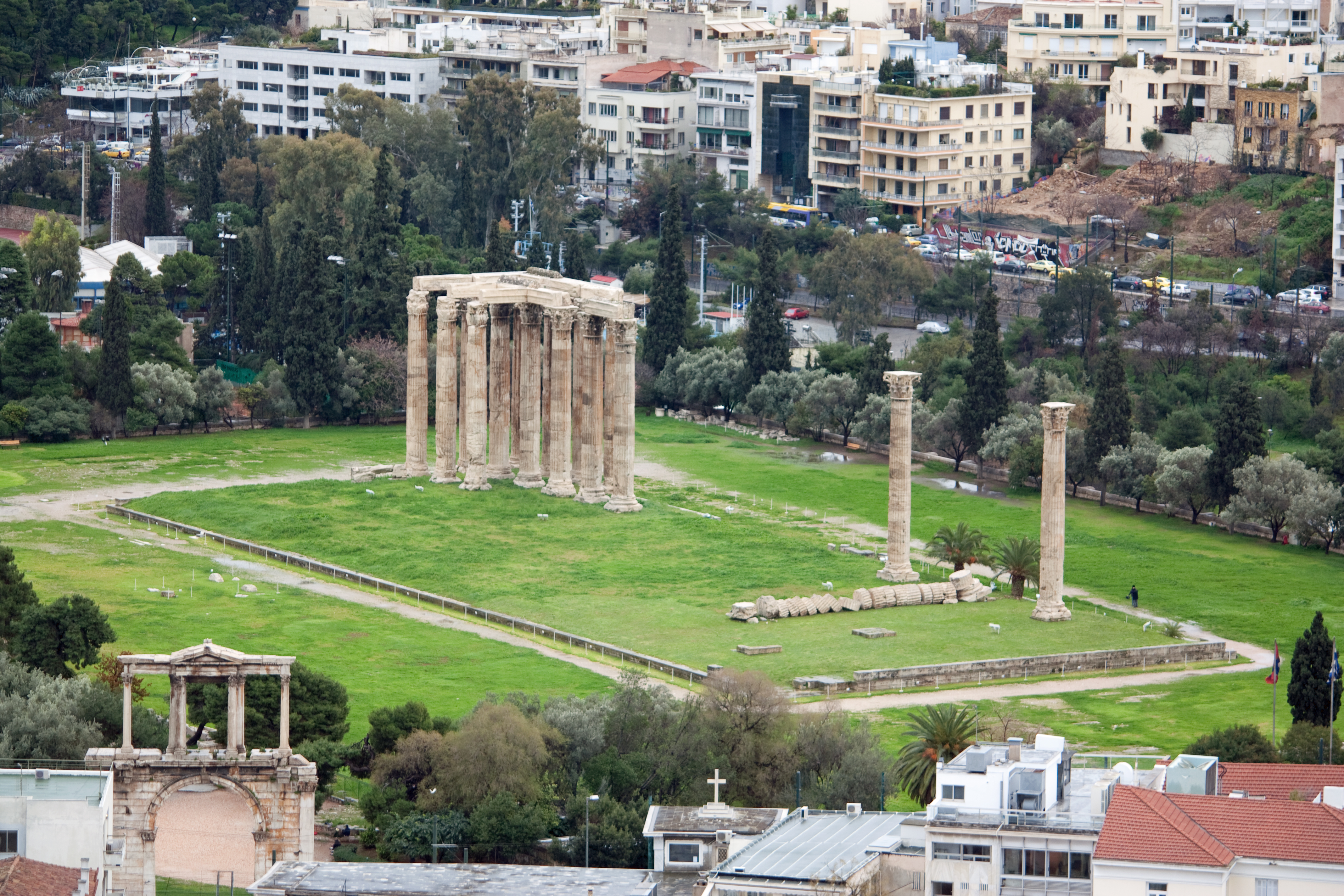
从雅典卫城看奥林匹亚宙斯神庙

奥林匹亚宙斯神庙 (希臘語：Ναὸς τοῦ Ὀλυμπίου Διός, Naos tou Olympiou Dios，又称Olympieion），是一座已毁的供奉宙斯的神庙，位于希腊首都雅典市中心，宪法广场以南700米，雅典卫城东南方500米。它始建于公元前6世纪，计划建成古代世界最伟大的寺庙，直到638年后，公元2世纪罗马帝国皇帝哈德良在位期间才得以完成。它是雅典最大的神庙，拥有古代世界最大的神像之一。
公元267年遭蛮族洗劫后，该庙被废弃。在罗马帝国灭亡后的数个世纪中，该庙的石料被大量取走，用于其他建筑的材料。今天仍可见到其遗迹，是雅典一个主要的旅游景点。 
2007年1月21日，一群古希臘宗教教徒在神庙举行崇拜宙斯的仪式。

## 外部連結
- Hellenic Ministry of Culture: Temple of Olympian Zeus website （页面存档备份，存于）
- Temple of Zeus: photo album and description （页面存档备份，存于）
- Temple of Zeus photos
- NASA Astronomy Picture of the Day: The Analemma and the Temple of Olympian Zeus (23 December 2006)
- Temple of Olympian Zeus: Description in English, Photos, Opening Hours, Ticket prices （页面存档备份，存于）

37°58′9.74″N 23°43′59.08″E / 37.9693722°N 23.7330778°E
Template:雅典地标